# Cui Jian
Cui Jian (崔健S, Cuī JiànP; Pechino, 2 agosto 1961) è un cantante e musicista cinese.
In patria è conosciuto con il soprannome di "Vecchio Cui" (caratteri cinesi: 老崔; pinyin; lǎo Cuī). Considerato il pioniere della musica rock in Cina, Cui è etichettato anche come "padre del rock cinese".

## Carriera iniziale
Nato a Pechino in una famiglia di musicisti di origini coreane, Cui Jian aveva padre trombettista in un'orchestra e madre ballerina in una troupe di danza coreana. Cui seguì immediatamente le orme del padre come trombettista e all'età di 20 anni, nel 1981, venne ammesso all'Orchestra Filarmonica di Pechino. Nello stesso periodo conobbe per la prima volta la musica rock occidentale, attraverso degli amici che importavano illegalmente registrazioni rock da Hong Kong e Bangkok. Ispirato da nomi come Simon and Garfunkel e John Denver, Cui iniziò a studiare la chitarra.
Nel 1984 formò la sua prima band, i Qi He Ban (nome traducibile letteralmente come i sette compensati, ma chiamati in inglese Seven-Player band), i cui membri erano altri sei musicisti di derivazione classica, tra cui il sassofonista e suonatore di suona (uno strumento tradizionale cinese) Liu Yuan. Il gruppo fu influenzato principalmente da band occidentali quali The Beatles, The Rolling Stones e Talking Heads. Le loro canzoni, principalmente soft rock, vennero pubblicate lo stesso anno di nascita del gruppo in una cassetta intitolata Vagabond's Return. L'album mostrava influenze di progressive e folk rock, anche se la maggior parte dei brani erano ballate d'amore. Nel 1985 il gruppo pubblicò un secondo album, intitolato Cui Jian with Seven-Player band, che includeva un misto di cover di canzoni pop rock occidentali e produzioni originali dei Qi He Ban. Prominente fu il nuovo uso della chitarra elettrica, che non si era quasi mai vista precedentemente in Cina. Tuttavia, fu solo quando Cui lasciò i Qi He Ban che iniziò a percorrere la strada per diventare il più influente artista rock cinese.
La fama di Cui Jian iniziò nel 1986, quando portò la canzone Nothing to My Name (caratteri cinesi: 一蕪所有; pinyin: Yì Wú Suǒ Yǒu) ad un talent show musicale conosciuton come 100-Singer Concert of Year of International Peace, allo Stadio dei lavoratori di Pechino. L'anno successivo lasciò definitivamente l'orchestra e riunì un'altra band, a cui parteciparono anche due impiegati di ambasciate straniere: il bassista ungherese Kassai Balazs e il chitarrista del Madagascar Eddie Randriamampionona. Il primo reale album studio della band, Rock and Roll on the New Long March, fu pubblicato nel 1989.
Tra la fine degli anni '80 e l'inizio dei '90, Cui creò un tipo di musica ibrida sperimentale ispirata alla musica tradizionale conosciuta come Vento del Nordovest (Xibeifeng), principalmente canzoni dei contadini dello Shaanxi e dell'altopiano del Loess che a volte parodiavano vecchi detti e proverbi del PCC. Nel 1991, per esempio, il musicista fece una versione rock della vecchia canzone rivoluzionaria Nanniwan. Nel 1988 Cui si esibì in un concerto trasmesso in mondovisione per le Olimpiadi del 1988 a Seoul.
I suoi primi lavori solisti, che sono anche i più conosciuti, erano intrisi di stili musicali popolari occidentali, come il punk, la musica dance e il jazz. Il fatto che Cui promuovesse un nuovo internazionalismo ed una consapevolezza politica si collegava agli ideali di molti studenti universitari dell'epoca.

## Tiananmen e conseguenze
Cui Jian raggiunse l'apice del successo durante le proteste di piazza Tiananmen del 1989, quando la sua canzone Nothing to My Name divenne un inno degli studenti manifestanti. Prima che le proteste fossero violentemente sedate il 4 e 5 giugno dello stesso anno, Cui apparve frequentemente tra gli studenti e fu dichiarato da Wu'er Kaixi, uno dei leader del movimento, una personalità prominente tra i giovani cinesi dell'epoca. La successiva repressione del governo, però, costrinse molti musicisti rock, tra cui lo stesso Cui, a nascondersi in altre provincie della Cina. Il giro di vite post-repressione, comunque, fu abbastanza breve e Cui tornò a Pechino poco dopo. All'inizio del 1990 diede il via al suo primo tour, intitolato New Long March, che includeva dieci concerti in città come Zhengzhou, Wuhan, Xi'an e Chengdu. Durante il tour, la popolarità di Cui crebbe esponenzialmente, poiché il cantante iniziò ad apparire sul palco indossando una benda rossa sugli occhi mentre cantava il suo inno politico A Piece of Red Cloth. Ciò spinse il governo a fermare le esibizioni e cancellare il resto del tour. Dopo il tour, Cui devolse 1 milione di Renminbi per aiutare il finanziamento dei Giochi asiatici del 1990, tuttavia questa azione fu interpretata da alcuni come il pagamento di una multa per le sue indiscrezioni politiche mascherata da donazione.

## Carriera recente
Durante tutti gli anni '90 a Cui non fu permesso suonare sui maggiori palchi di Pechino, sebbene egli riuscì comunque ad esibirsi in qualche nuovo locale poco conosciuto come il Sunflower Club. In altri luoghi della Cina gli fu permesso suonare davanti ad un pubblico pagante su palchi di qualsiasi genere, incontrando le interferenze del governo solo in casi sporadici. Anche le sue registrazioni non furono trasmesse sui canali radiofonici e televisivi controllati dallo Stato. Una rete chiamata Satellite Television, tuttavia, fu la prima a sfidare apertamente l'altolà statale, quando nel 2000 fece trasmettere dalla Hunan TV un'esibizione live in studio di Cui e la sua band.
Durante il periodo di interdizione dalla capitale cinese, Cui fece dei tour in Europa e negli Stati Uniti, visitandone rispettivamente quattro città. Inoltre, si esibì in alcuni spettacoli in Giappone, Corea e nel Sudest asiatico.
Nel 2000 Cui vinse il Premio Principe Claus dalla famiglia reale olandese, per meriti artistici e influenze intellettuali positive sulla cultura e la società.
Nel 2002 il cantante e il manager Paul Fry organizzarono il primo Lijiang Snow Mountain Music Festival, conosciuto come il Woodstock cinese, a Lijiang. Cui fece seguire al festival un tour di 10 città in Germania, in cui si esibì insieme a Udo Lindenberg. In seguitò suono insieme ai Deep Purple in Cina e fece un tour sold-out di 13 città negli Stati Uniti.
Nel 2012 fu prodotto un film documentario in 3D su Cui intitolato Transcendence, trasmesso a Pechino a maggio 2012. Il film evoca memorie della protesta di piazza Tiananmen, tuttavia non è prevista una sua pubblicazione su larga scala.

### Riabilitazione politica
L'8 settembre 2000, Cui Jian e il suo gruppo suonarono la canzone Flying (飞了; pinyin: Fēi Le) al Concerto Anti-Pirateria tenutosi allo Stadio dei lavoratori di Pechino. Questa fu la prima esibizione pubblica su larga scala nella capitale dopo 7 anni di basso profilo.
Nel 2002 Cui creò e produsse un grande festival rock, nel quale suonò egli stesso, sulle montagne della provincia dello Yunnan. Lo "Snow Mountain Music Festival" attrasse l'attenzione dei mezzi di comunicazione di massa, anche di quelli occidentali che lo definirono il "Woodstock cinese", e fu ispiratore di molti altri festival musicali all'aperto in tutta la Cina.
All'inizio del 2003, Cui fu autorizzato a suonare come apertura del concerto dei Rolling Stones a Pechino. In un'intervista dello stesso anno, il cantante dichiarò di aver imparato a suonare la chitarra da autodidatta, negli anni '80, proprio ispirandosi ai Rolling Stones e ai Beatles. A causa dello scoppio dell'epidemia di SARS, tuttavia, il concerto fu annullato.
A marzo del 2004 Cui aprì il concerto dei Deep Purple a Pechino.
Il 24 settembre 2005, fu permesso a Cui di tenere un concerto personale al Beijing Capital Stadium. Il concerto ha simboleggiato la fine ufficiale dei divieti imposti sul musicista nella capitale cinese, inoltre ha rappresentato una svolta delle prese di posizione del governo rispetto alla musica rock in generale.
L'8 aprile 2006, Cui suonò finalmente insieme ai Rolling Stones allo Shanghai Grand Stage, esibendosi insieme allo storico gruppo nella canzone di quest'ultimo Wild Horses. In seguito al concerto, Cui disse in un'intervista: "Questo è il ventesimo anniversario del rock'n'roll cinese... abbiamo un appuntamento. Nel prossimo futuro torneranno, e faremo ancora rock insieme a Pechino".
Cui Jian si esibì a Taiwan l'8 luglio 2007, dopo che numerosi suoi tentativi di suonare sull'isola negli anni precedenti erano stati bloccati dai governi da entrambi i lati dello Stretto di Taiwan. L'entourage di Cui sull'isola comprendeva 18 persone, tra cui la madre settantacinquenne. Il cantante fu l'headline del festival rock Ho-Hai-Yan, tenutosi sulla spiaggia Fulong, e la sua partecipazione fu ampiamente pubblicizzata sul sito web del festival con lo slogan: "Sta arrivando davvero!".
A settembre 2007, Cui si esibì in concerto al Beijing Pop Festival, inoltre fece un'apparizione come ospite sul palco del gruppo hip-hop statunitense Public Enemy.
Il 4 dicembre 2009 Cui tornò a Taiwan per il suo secondo concerto sull'isola in tre anni, tenutosi per l'apertura del Legacy Taipei.

## Discografia
- 1984 - 浪子归 (Vagabond's Return)
- 1985 - 1985 Review - cover record showcasing Cui's vocal stylings
- 1986 - 一無所有 (Nothing To My Name) (singolo)
- 1989 - 新长征路上的摇滚 (Rock 'N' Roll On The New Long March)
- 1991 - 解决 (Solution)
- 1994 - 红旗下的蛋 (Balls Under The Red Flag)
- 1996 - Best of Cui Jian: 1986-1996
- 1998 - 无能的力量 (The Power Of The Powerless)
- 2005 - 给你一点颜色 (Show You Colour)
- 2015 - 光冻 (Frozen light)
- 2021 - 飞狗 (A Flying Dog)

## Filmografia
- 1993 - Beijing Bastards (北京杂种; Beijing Zazhong), diretto da Zhang Yuan - Se stesso
- 2003 - Roots and Branches (我的兄弟姐妹; Wo de xiongdi jiemei), diretto da Yu Chung - Padre, insegnante di musica
- 2007 - The Sun Also Rises (太阳照常升起; Taiyang zhaochang shengqi), diretto da Jiang Wen - Amico di Tang a Pechino
- 2010 - Dooman River (두만강), diretto da Zhang Lü - Chang-Ho
- 2012 - Transcendence 3-D concert, diretto da Bai Qiang
- 2013 – Promise, scritto e diretto da Cui Jian stesso
- 2013 – Blue Sky Bones